# (8660) Sano
(8660) Sano est un astéroïde de la ceinture principale.

## Description
(8660) Sano est un astéroïde de la ceinture principale. Il fut découvert le 15 octobre 1990 à Kitami par Kin Endate et Kazuro Watanabe. Il présente une orbite caractérisée par un demi-grand axe de 3,26 UA, une excentricité de 0,04 et une inclinaison de 6,6° par rapport à l'écliptique.

## Compléments